# Camioneros de Coslada 2013
Questa voce raccoglie le informazioni riguardanti i Camioneros de Coslada nelle competizioni ufficiali della stagione 2013.

## LMFA

### Stagione regolare
| 15 giugno 2013, ore 17:00 2ª giornata | Camioneros de Coslada | 34 – 20 | Las Rozas Black Demons |  |

| 23 giugno 2013, ore 11:00 3ª giornata | Alcorcón Smilodons | 18 – 42 | Camioneros de Coslada |  |

## Statistiche di squadra
| Competizione           | %Vittorie | In casa | In casa | In casa | In casa | In casa | In casa | In trasferta | In trasferta | In trasferta | In trasferta | In trasferta | In trasferta | Totale | Totale | Totale | Totale | Totale | Totale |
| Competizione           | %Vittorie | G       | V       | N       | P       | Pf      | Ps      | G            | V            | N            | P            | Pf           | Ps           | G      | V      | N      | P      | Pf     | Ps     |
| ---------------------- | --------- | ------- | ------- | ------- | ------- | ------- | ------- | ------------ | ------------ | ------------ | ------------ | ------------ | ------------ | ------ | ------ | ------ | ------ | ------ | ------ |
| LMFA Stagione regolare | 1.000     | 1       | 1       | 0       | 0       | 34      | 20      | 1            | 1            | 0            | 0            | 42           | 18           | 2      | 2      | 0      | 0      | 76     | 38     |
| Totale                 | 1.000     | 1       | 1       | 0       | 0       | 34      | 20      | 1            | 1            | 0            | 0            | 42           | 18           | 2      | 2      | 0      | 0      | 76     | 38     |